# 列恩·馬列斯
列恩·卡里姆·馬列斯（阿拉伯语：رياض كريم محرز；1991年2月21日—）是一名阿爾及利亞職業足球員，司職翼鋒，目前效力於沙特职业足球联赛俱樂部吉達艾阿里及阿爾及利亞國家隊。
馬列斯在AAS薩爾塞勒青訓職開足球生涯，他在2009年加盟Quimper展開職業生涯，在一個賽季後加盟到勒哈費爾，在升上一隊之上他總共在那裡渡過3個賽季。2014年1月，馬列斯加盟英格蘭俱樂部莱斯特城，並在加盟後首個賽季幫助「狐狸」贏得英格蘭冠軍聯賽冠軍以及升上翌季的英格蘭超級足球聯賽。
馬列斯在2014年開始為阿爾及利亞上陣，並參加2014年世界盃足球賽以及2015年非洲國家盃。

## 早年和個人生活
馬列斯生於法國中北部城市萨塞勒，父親為阿爾及利亞人，母親為摩洛哥人。在青年時期，他經常在假期返回阿爾及利亞渡過。他的父親來自特莱姆森Beni Snous。
馬列斯的父親暨導師Ahmed 在他15歲時因心臟病去世。他曾表示：「I don’t know if I started to be more serious but after the death of my dad things started to go for me. Maybe in my head I wanted it more。」
馬列斯在2015年與英國女友結婚。

## 俱樂部生涯

### 早年生涯
雖然由於他瘦長的身材常常被球隊忽視，但馬列斯出色的控球技巧導致他最終找他的追求者。
在2009年，馬列斯從AAS Sarcelles加盟法國業餘聯賽俱樂部Quimper，在效力俱樂部首個賽季上陣22場並打進2球。
他在2010年加盟勒哈費爾，儘管法國班霸巴黎圣日耳曼和馬賽通過他們的青訓系統和調低報價去引誘他加盟。他剛開始為勒哈費爾2隊上陣，從2011年直至2014年1月離開俱樂部之前，他為一隊在法乙上陣60次和射進6球。 他批評他在法乙所看到的防守和團隊目標依賴是在每一場比賽中互交白卷。

### 莱斯特城

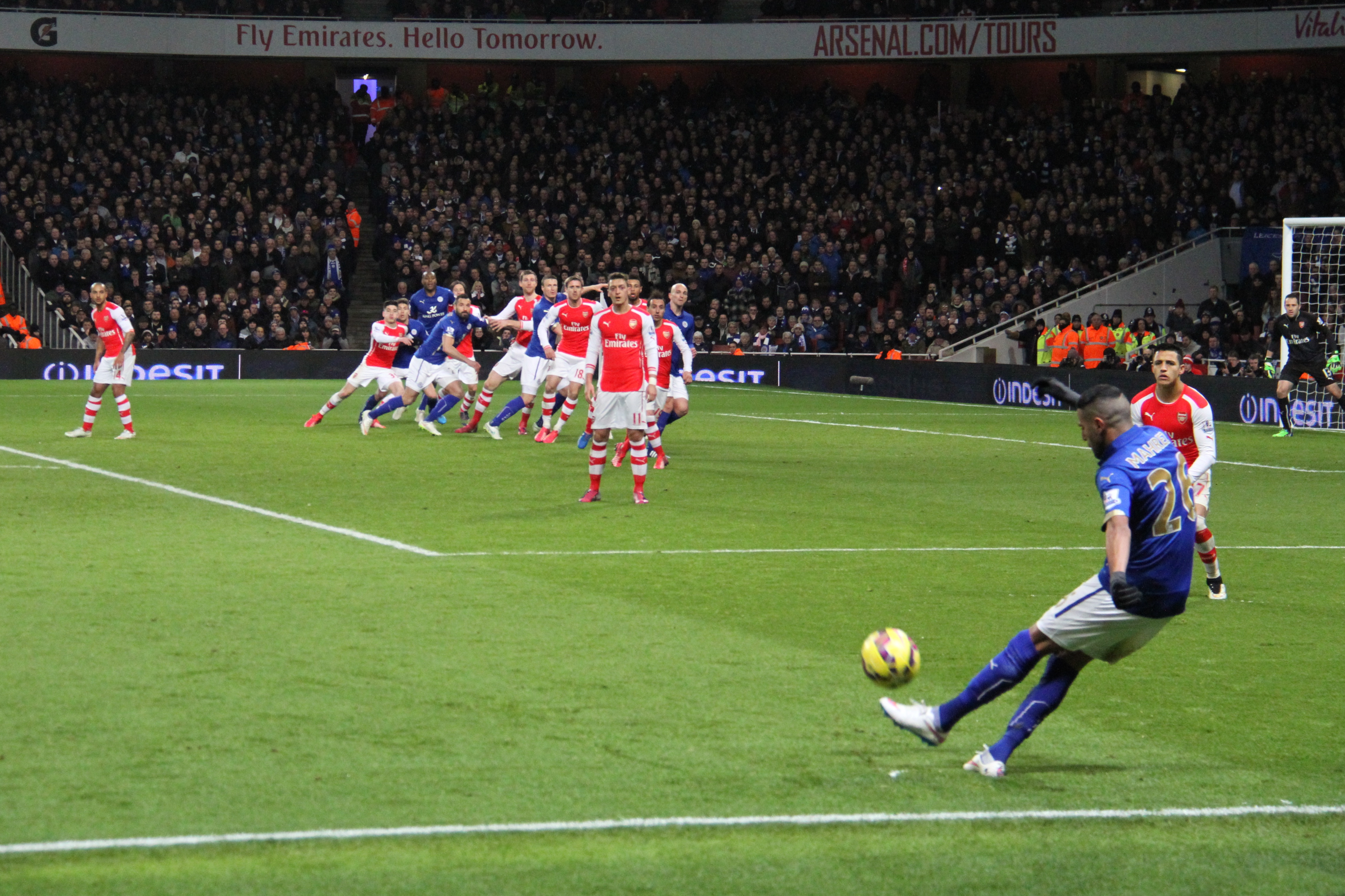
馬列斯在2015年2月對陣阿仙奴的比賽中處理罰球

馬列斯在2014年1月11日加盟英格蘭足球冠軍聯賽俱樂部莱斯特城，簽訂3年半合約。他的朋友和家人認為英格蘭足球是講究體力對抗，相信他的踢球風格在西班牙會更為合適。 馬列斯在2014年1月25日完成他在「狐狸」的首秀，他2:0擊敗米德斯堡的賽事中在下半場79分鐘以替補身份入替翼鋒Lloyd Dyer。在替莱斯特城以替補身份上陣4次之後，包括在戰平諾丁漢森林的地區德比中在82分鐘為俱樂部打進加盟後的首球，時任主教練尼格爾·皮爾遜在2014年2月表示他認為馬列斯已經可以正選上陣了。莱斯特城在這個賽季結束後最終成為英冠冠軍，在近十年來第一次重返英超賽場。
馬列斯在2014年8月16日完成自己在英超的首秀，並在2014年10月4日主場2:2戰平班來的比賽中打進首個英超進球。馬列斯是「狐狸」在最後9輪比賽中7勝的重要球員之一，協助俱樂部保級成功。他在5月9日2:0擊敗南安普敦的比賽中梅開二度，最終在該賽季上陣30場，4個進球和3個助攻。
馬列斯在2015年8月與俱樂部簽訂4年新合約。在2015年8月8日，馬列斯在賽季首輪主場4:2擊敗桑德兰的比賽中個人梅開二度。馬列斯在賽季最初3輪比賽以「精湛的形式」打進4球以後，他被隊長形容為俱樂部的「制勝大師」。
在2015-16賽季最初四輪賽事打進四球以後，馬列斯被提名為英超每月最佳球員獎項。 2015年11月3日，他已經在10場聯賽賽事中打進7球。同年12月5日，馬列斯在莱斯特城作客3:0擊敗斯旺西城的賽事中上演帽子戲法，協助俱樂部登上聯賽榜首，進球數達到10球之外他也成為首位在英超上演帽子戲法的阿爾及利亞人。馬列斯和他的中場搭檔馬斯·艾拜頓、尼高路·簡迪以及丹尼尔·德林沃特在賽季初成為一組出色的陣形以及主教練克劳迪奥·拉涅利表示馬列斯和前鋒傑米·瓦迪是一月冬季轉會窗的非賣品。
在2016年1月馬列斯的身價據說從450萬英鎊上升到3,010萬英鎊，他位居歐洲前50位最有價值球員排名之一。同年，馬列斯在家鄉的成名度導致莱斯特城在Facebook的專頁中阿爾及利亞球迷比英國還多。馬列斯常去的理髮廳也成為粉絲朝聖的地方，有人甚至從比利時來到該店面，希望能剪與馬列斯相同的髮型。

### 曼城
曼城宣布從李斯特城羅致翼鋒馬列斯，簽約5年，轉會費為6000萬鎊。
馬列斯於2018年10月21日對陣班來的比賽中攻入在曼城的首個入球，幫助球隊以5:0大勝般尼。
2021年，2020–21賽季歐冠馬列斯於四強賽兩回合共進3球，是幫助球隊前進歐冠決賽的功臣。
2022年7月15日，曼城宣布馬列斯签了一份为期两年的续约合同，这将使他在俱乐部留到2025年。

### 吉達阿爾阿里
2023年7月19日，据BBC报道，曼城同意以3000万英镑的转会费出售馬列斯予沙特职业联赛俱乐部吉達阿爾阿里。这笔转会于2023年7月28日得到确认，馬列斯与新球队签约至2027年。

## 國家隊生涯

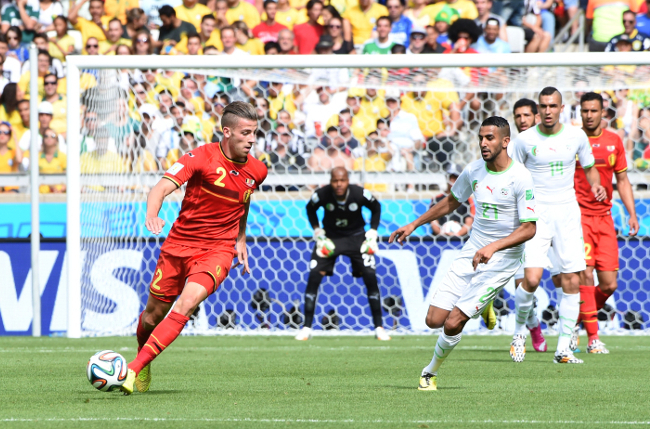
馬列斯(右)在2014年世界盃足球賽阿爾及尼亞對陣比利時的小組賽中上陣。

2013年11月，馬列斯決定他會代表阿爾及尼亞在國際賽上陣。他也在2014年世界盃被徵召到阿爾及尼亞30人大名單。在2014年5月31日，馬列斯為綽號「沙澳之狐」的阿爾及尼亞首次上陣，在對陣亞美尼亞的世界盃的熱身賽中正選登場，隨後他在6月2日被徵召進世界盃決賽周23人大名單。 於正賽階段，阿爾及利亞隊史首次進軍淘汰賽階段，但十六強遇到了後來的冠軍德國隊，延長賽中1-2落敗，而他本次大賽中沒有上場機會。
2014年10月15日，馬列斯在非洲國家盃外圍賽3:0大勝馬拉威的比賽中接應伊斯蘭‧斯利曼尼的傳球打進他在國家隊的第一個進球。在2014年12月，他獲得阿爾及尼亞徵召在赤道幾內亞舉行的決賽周的23人大名單。他在每場比賽都首發登場並協助國家隊晉級到八強，在小組賽最後一場2:0擊敗塞內加爾的比賽中打進首個進球，協助國家隊以小組首名出線淘汰賽階段。
2019年5月，他入选了阿尔及利亚参加2019年非洲国家杯的23人名单。 根据主教练贾迈勒·贝勒马迪的决定，马赫雷斯被选为阿尔及利亚在非洲国家杯的队长。 在推迟至2022年1月举行的2021年非洲国家杯中，马赫雷斯继续担任阿尔及利亚队长。

## 軼事
2018年3月7日，馬赫雷斯的Facebook被駭客入侵。

## 俱樂部數據

### 俱樂部
最後更新：2016年5月4日
| 球會        | 球季     | 聯賽         | 聯賽 | 聯賽 | 足總盃 | 足總盃 | 聯賽盃 | 聯賽盃 | 歐洲球會盃 | 歐洲球會盃 | 其他 | 其他 | 合共 | 合共 |
| 球會        | 球季     | 組別         | 出場 | 入球 | 出場   | 入球   | 出場   | 入球   | 出場       | 入球       | 出場 | 入球 | 出場 | 入球 |
| ----------- | -------- | ------------ | ---- | ---- | ------ | ------ | ------ | ------ | ---------- | ---------- | ---- | ---- | ---- | ---- |
| Quimper     | 2009–10  | 法國業餘聯賽 | 27   | 1    | –      | –      | –      | –      | –          | –          | –    | –    | 27   | 1    |
| 勒哈費爾B隊 | 2010–11  | 法國業餘聯賽 | 32   | 13   | 0      | 0      | 0      | 0      | –          | –          | 0    | 0    | 32   | 13   |
| 勒哈費爾B隊 | 2011–12  | 法國業餘聯賽 | 25   | 11   | 0      | 0      | 0      | 0      | –          | –          | 0    | 0    | 25   | 11   |
| 勒哈費爾B隊 | 2012–13  | 法國業餘聯賽 | 3    | 0    | 0      | 0      | 0      | 0      | 0          | –          | –    | 0    | 3    | 0    |
| 勒哈費爾B隊 | 總計     | 總計         | 60   | 24   | 0      | 0      | 0      | 0      | -          | -          | 0    | 0    | 60   | 24   |
| 勒哈費爾    | 2011–12  | 法乙         | 9    | 0    | 0      | 0      | 0      | 0      | –          | –          | 0    | 0    | 9    | 0    |
| 勒哈費爾    | 2012–13  | 法乙         | 34   | 4    | 4      | 1      | 1      | 0      | –          | –          | 0    | 0    | 39   | 5    |
| 勒哈費爾    | 2013–14  | 法乙         | 17   | 2    | 0      | 0      | 2      | 3      | –          | –          | 0    | 0    | 19   | 5    |
| 勒哈費爾    | 總計     | 總計         | 60   | 6    | 4      | 1      | 3      | 3      | -          | -          | 0    | 0    | 67   | 10   |
| 李斯特城FC  | 2013–14  | 英冠         | 19   | 3    | 0      | 0      | 0      | 0      | —          | —          | —    | —    | 19   | 3    |
| 李斯特城FC  | 2014–15  | 英超         | 30   | 4    | 1      | 0      | 1      | 0      | —          | —          | —    | —    | 32   | 4    |
| 李斯特城FC  | 2015–16  | 英超         | 37   | 17   | 0      | 0      | 2      | 1      | —          | —          | —    | —    | 39   | 18   |
| 李斯特城FC  | 2016–17  | 英超         | 36   | 6    | 2      | 0      | 0      | 0      | 9          | 4          | 1    | 0    | 48   | 10   |
| 李斯特城FC  | 2017–18  | 英超         | 36   | 12   | 3      | 0      | 2      | 1      | —          | —          | —    | —    | 41   | 13   |
| 李斯特城FC  | 總計     | 總計         | 158  | 42   | 6      | 0      | 5      | 2      | 9          | 4          | 1    | 0    | 179  | 48   |
| 曼城        | 2018–19  | 英超         | 27   | 7    | 5      | 2      | 5      | 2      | 6          | 1          | 1    | 0    | 44   | 12   |
| 曼城        | 2019–20  | 英超         | 33   | 11   | 5      | 0      | 5      | 1      | 7          | 1          | 0    | 0    | 50   | 13   |
| 曼城        | 2020–21  | 英超         | 25   | 9    | 4      | 0      | 5      | 1      | 11         | 4          | —    | —    | 45   | 14   |
| 曼城        | 總計     | 總計         | 85   | 27   | 14     | 2      | 15     | 4      | 24         | 6          | 1    | 0    | 139  | 39   |
| 生涯總計    | 生涯總計 | 生涯總計     | 390  | 100  | 24     | 3      | 23     | 9      | 33         | 10         | 2    | 0    | 472  | 122  |

### 國家隊
最後更新：2021年6月11日
| 阿爾及利亞 | 阿爾及利亞 | 阿爾及利亞 |
| 年份       | 出場       | 入球       |
| ---------- | ---------- | ---------- |
| 2014       | 9          | 2          |
| 2015       | 13         | 2          |
| 2016       | 2          | 0          |
| 2017       | 8          | 2          |
| 2018       | 8          | 2          |
| 2019       | 14         | 5          |
| 2020       | 4          | 3          |
| 2021       | 3          | 3          |
| 總計       | 64         | 21         |

### 國家隊入球
最後更新：2015年11月17日
| # | 日期       | 比賽場地                               | 對陣     | 比分 | 賽果 | 賽事                   |
| - | ---------- | -------------------------------------- | -------- | ---- | ---- | ---------------------- |
| 1 | 2014.10.15 | 阿爾及尼亞卜利達Stade Mustapha Tchaker | 马拉维   | 2–0  | 3–0  | 2015年非洲國家盃外圍賽 |
| 2 | 2014.11.15 | 阿爾及尼亞卜利達Stade Mustapha Tchaker | 衣索比亞 | 2–1  | 3–1  | 2015年非洲國家盃外圍賽 |
| 3 | 2015.1.27  | 赤道幾內亞馬拉博Nuevo Estadio,         | 塞内加尔 | 1–0  | 2–0  | 2015年非洲國家盃       |
| 4 | 2015.11.17 | 阿爾及利亞卜利達Stade Mustapha Tchaker | 坦桑尼亚 | 3–0  | 7–0  | 2018年世界盃外圍賽     |

## 榮譽

### 俱樂部
萊斯特城
- 英格蘭足球冠軍聯賽：2013–14
- 英格蘭足球超級聯賽：2015–16

 曼城
- 英格蘭足球超級聯賽冠军：2018-19、2020-21[45]、2021-22、2022-23[46]
- 英格蘭足總盃冠军：2018-19、2022-23[47]
- 英格蘭聯賽盃冠军：2018-19、2019-20、2020-21
- 英格蘭社區盾冠军：2018、2019
- 欧洲冠军联赛冠军：2022-23

沙特艾阿里
- 亞足聯冠軍精英聯賽冠軍：2024–25

### 阿爾及利亞國家隊
非洲國家盃冠軍：2019

### 個人
- 阿爾及利亞足球先生（英语：Algerian Footballer of the Year）(1): 2015
- 英超年度最佳陣容 (1): 2015–16
- 英格蘭PFA足球先生 (1): 2015–16
- 非洲足球先生 (1): 2016